# Johann Caspar von Orelli

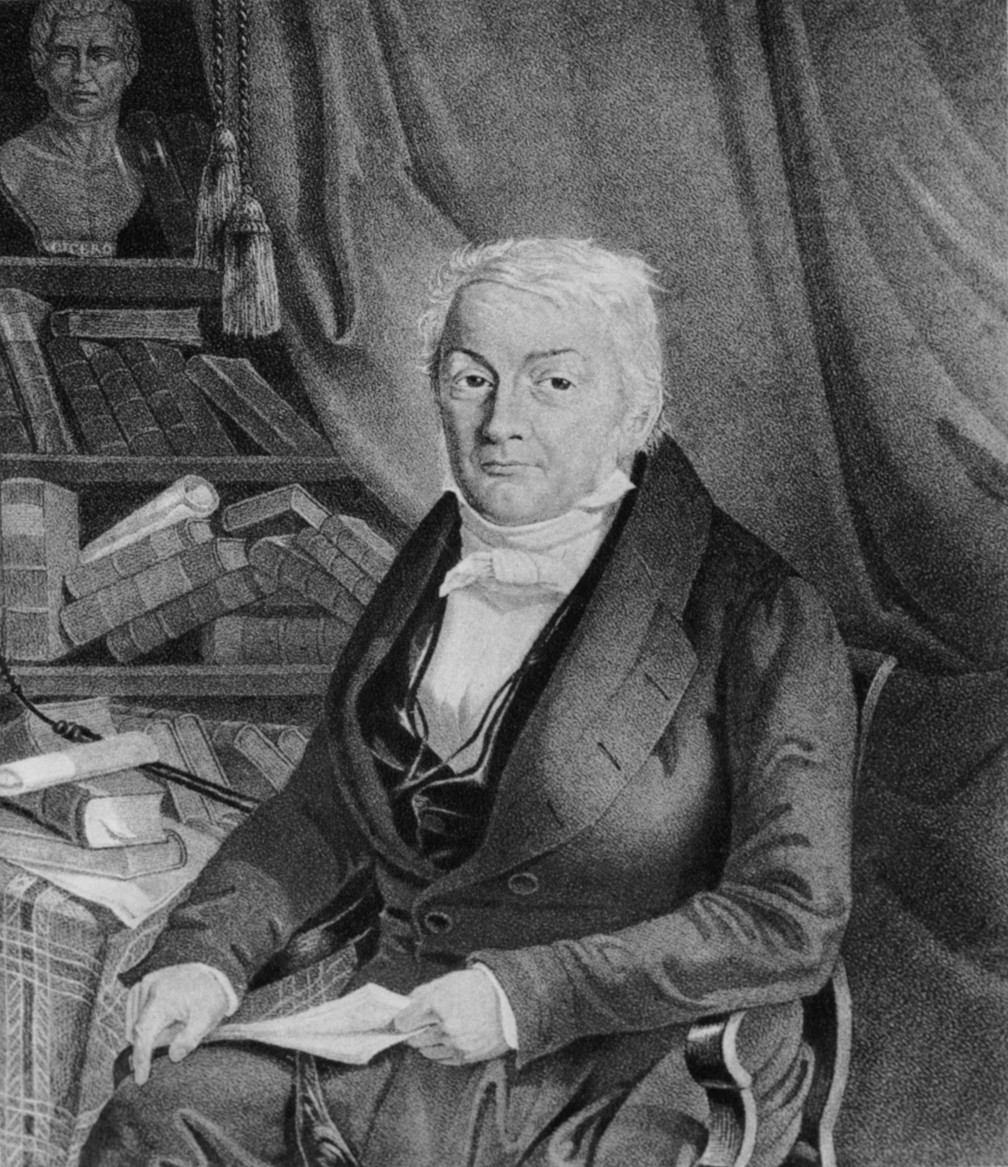
Johann Caspar von Orelli. Porträt, gezeichnet von Ludwig Wegner

Johann Caspar von Orelli (* 13. Februar 1787 in Wädenswil; † 6. Januar 1849 in Zürich) war ein Schweizer Klassischer Philologe.

## Leben und Werk
Von Orelli, ein Nachkomme von Einwanderern aus Locarno, stammte aus einer vornehmen Tessiner Familie, die während der Reformation in Zürich Zuflucht gefunden hatte. Er war der Sohn des Landvogts, Grossrats und Oberrichters David von Orelli (1759–1813) und dessen Gattin Regula. Sein Vetter, der Theologe Johann Konrad von Orelli (1770–1826), war der Autor einer Reihe von Werken zur späten griechischen Literatur, sein jüngerer Bruder, der Gymnasiallehrer Konrad von Orelli (1788–1854), verfasste eine erste Grammatik des Altfranzösischen.
Er studierte am Carolinum in Zürich Theologie. Anschließend hielt er sich für einen kurzen Zeitraum bei Johann Heinrich Pestalozzi in Yverdon auf. Pestalozzi war beeindruckt vom jungen Orelli. Von 1807 bis 1814 arbeitete er als Prediger in der reformierten Gemeinde von Bergamo, wo er Geschmack an der italienischen Literatur fand, was zur Publikation von Beiträge zur Geschichte der italienischen Poesie (1810) und der Biographie (1812) von Vittorino da Feltre, seinem Ideal eines Lehrers, führte.
1814 wurde er Lehrer für moderne Sprachen und Geschichte an der Kantonalschule in Chur, 1819 Professor für Redekunst und Hermeneutik am Carolinum in Zürich, 1833 Professor an der neuen Universität Zürich, deren Gründung stark auf seine Bemühungen zurückzuführen ist. Von 1831 bis 1849 leitete er als Oberbibliothekar die Stadtbibliothek Zürich, die Vorgängerinstitution der heutigen Zentralbibliothek Zürich. Seine Aufmerksamkeit in dieser Zeit galt in erster Linie der klassischen Literatur und den Altertümern. Er hatte bereits eine Ausgabe der Antidosis des Isokrates publiziert, mit kritischen Anmerkungen und Kommentaren, deren vollständiger Text, basierend auf Manuskripten der Ambrosianischen und Laurentianischen Bibliothek, von Andreas Mustoxydis aus Korfu bekanntgemacht worden war.
Die drei Werke, auf die seine Reputation fusst, sind:
1. Eine vollständige Ausgabe der Werke Ciceros in sieben Bänden (1826–1838). Die ersten vier Bände enthalten den Text (neue Ausgabe 1845–1863), der fünfte die alten Scholiasten, die restlichen drei (Onomasticon Tullianum genannt) das Leben des Cicero, eine Bibliographie vorangegangener Ausgaben, Indices zu Orten und Namen, Gesetzen und Rechtsvorschriften, griechischen Wörtern, und den konsularischen Annalen. Nach seinem Tod wurde die revidierte Ausgabe seines Textes von Johann Georg Baiter und Karl Felix Halm vervollständigt und von Theodor Mommsen und Johan Nicolai Madvig mit Korrekturen versehen.
2. Die Werke des Horaz (1837–1838). Der exegetische Kommentar, obwohl eingestandenermaßen nur eine Zusammenstellung der Arbeiten früherer Kommentatoren, zeigt ein umfangreiches Wissen, obwohl er kaum auf dem Stand der modernen Kritik ist.
3. Inscriptionum Latinarum Selectarum Collectio (1828; durchgesehen von W. Henzen, 1856), äußerst hilfreich beim Studium des Privatlebens und der Religion im römischen Reich.

Seine Ausgaben von Platon (1839–1841, einschließlich der alten scholia, in Zusammenarbeit mit A. W. Winckelmann) und Tacitus (1846–1848) verdienen ebenfalls Erwähnung.
Er galt als sehr liberaler Mann sowohl in Bezug auf Politik als auch Religion, ein enthusiastischer Förderer der Volkserziehung und ein äußerst anregender Lehrer. Er zeigte großes Interesse am griechischen Unabhängigkeitskampf und kämpfte für die Berufung des bekannten David Friedrich Strauß auf den Lehrstuhl für dogmatische Theologie in Zürich, die zu den Unruhen vom 6. September 1839 und dem Sturz der liberalen Regierung führte. Mit Johann Heinrich Bremi und Conrad Melchior Hirzel gründete er nicht zuletzt auf eigene Initiative und unter Einfluss der Ideen Bremis einen Griechenverein in Zürich, der sich der philhellenischen Idee verschrieben hatte. Der Verein war äußerst aktiv und hatte weitreichende Kontakte.
1834 wurde er sowohl zum korrespondierenden Mitglied der Bayerischen als auch der Königlich Niederländischen und 1836 der Preußischen Akademie der Wissenschaften gewählt.